# 日立チャネルソリューションズ
日立チャネルソリューションズ株式会社（ひたちチャネルソリューションズ、英: Hitachi Channel Solutions, Corp.）は、東京都品川区と愛知県尾張旭市に本社を置くATMなどの企画・製造を行う企業。

## 概要
ATMの国内シェアトップ。
2004年10月1日、日立製作所とオムロンの金融機関向け情報機器事業を統合し、両社の合弁会社・日立オムロンターミナルソリューションズ株式会社として設立。日立製作所の連結子会社、かつオムロンの持分法適用会社であったが、社内のルールなどは、すべて日立方式を採用し、コーポレートステートメントも合弁会社でありながら「Inspire the Next」を使用していた。
2021年3月31日付で日立製作所が発行済み株式のオムロンの持分を全て取得して完全子会社となり、同年7月1日付で現社名に商号変更された。
富士通の掌の生体認証に対して、指静脈による生体認証を提唱している。
元が合弁企業だった名残で、当社製ATMの保守に関しては日立システムズ(HISYS)とオムロンフィールドエンジニアリング(OFE)の2社が対応している。
ただし一つの金融機関に両社が入ることはなく、日立のホストコンピュータを導入する金融機関は日立システムズがワンストップで対応している。

## 沿革
- 2004年10月1日 - 日立オムロンターミナルソリューションズ株式会社設立。
- 2005年 - 最初の製品となる新型ATM「AK-1」出荷開始。[注釈 2]
- 2010年3月 - 2本社制に移行。
- 2011年4月1日 - 日立グループ内におけるATM関連事業の生産機能を、当社子会社の株式会社日立旭ソリューションへ集約[注釈 3]、同社は日立ターミナルメカトロニクス株式会社へ商号変更[3]。
- 2012年 - 次世代ATMの「AKe-S」を販売開始[4]。
- 2021年
  - 3月31日 - オムロンが保有する当社株式全てが日立製作所に譲渡され、日立製作所の100%子会社となる[5]。
  - 7月1日 - 日立チャネルソリューションズ株式会社へ商号変更[6]。
- 2023年4月3日 - 「地方税統一QRコード納付対応ATMソリューション」の提供を開始し、ふくおかフィナンシャルグループ傘下銀行（福岡銀行、熊本銀行、十八親和銀行）へ先行導入[7]。

## 関連会社
- 日立ターミナルメカトロニクス株式会社
- Hitachi Financial Equipment System (Shen Zhen) Co., Ltd.
- Hitachi Terminal Solutions Korea Co., Ltd.
- Hitachi Terminal Solutions India Private Limited
- Hitachi Terminal Solutions (Thailand) Co., Ltd.
- PT. Hitachi Terminal Solutions Indonesia
- Hitachi Digital Payment Solutions Ltd.
- Hitachi Terminals Mechatronics Philippines Corporation
- Megalink Inc.

## ブランディング
Leadus（リーダス）というブランド名を持つ。これは、leadとus（usはユビキタスソリューション・明日・「我々を」のusの意味を持つ）の造語である。当初は日立とオムロンの統合ブランドとして使用されていたが、再び日立（HITACHI）ブランドが採用された事により、現在は縮小傾向にある。一方でオムロン（OMRON）ブランドのATMは統合以降なかった。

## 主な商品
- ATM関連
  - 現金自動取引装置
    - AKe-S（エーケーエス） - 2012年に次世代ATMとして販売開始。三菱UFJ銀行・りそな銀行（旧・大和銀行店舗）・三井住友銀行（海外カード対応ATM）、一部の地方銀行・信用金庫で導入されている。

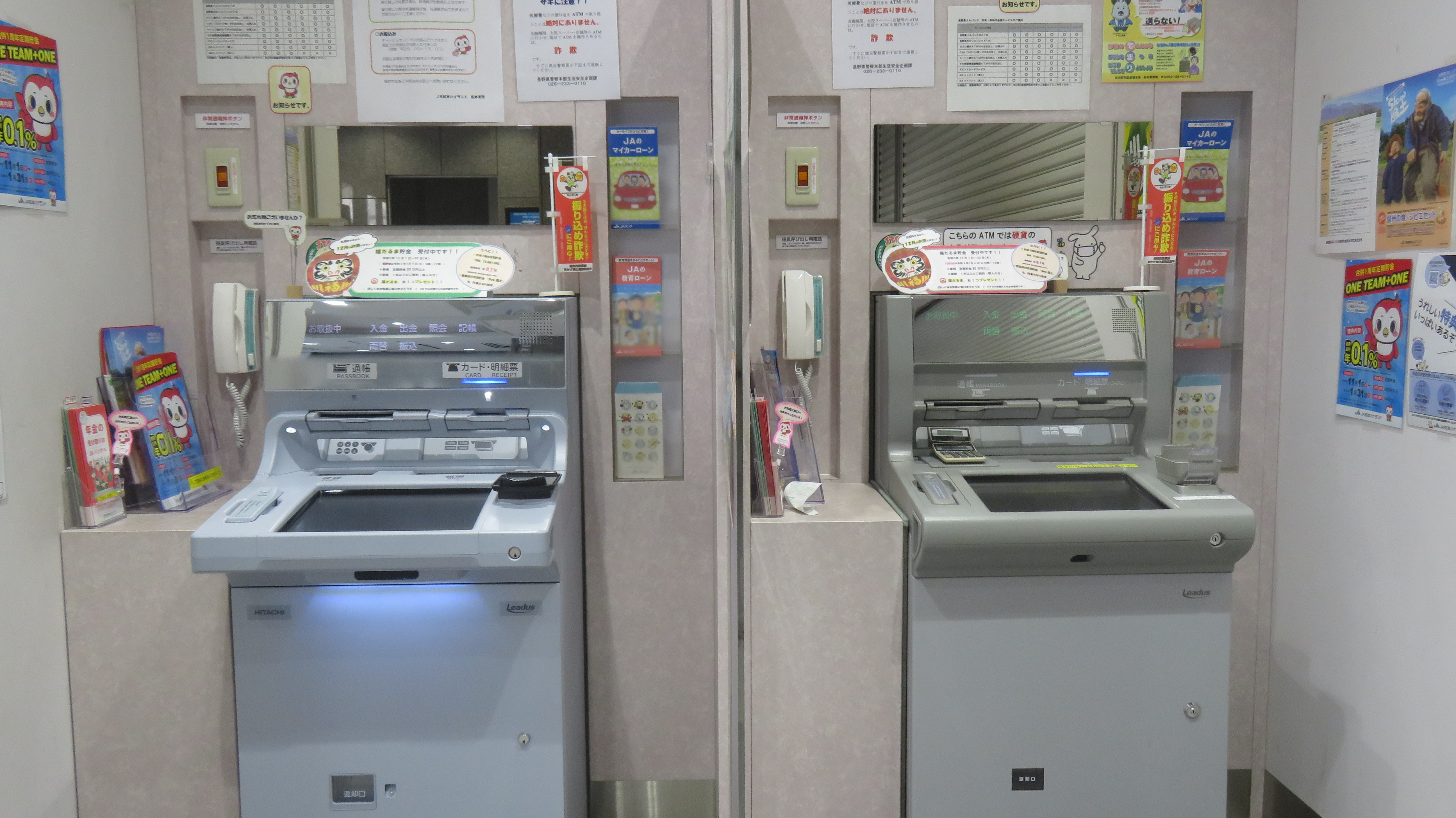

    - AK-1 - 日立とオムロンのATM事業統合後初めて開発され、2005年から販売されているATM。Leadusシリーズとして三井住友銀行・三菱UFJ銀行・りそな銀行（旧・大和銀行店舗）等の都市銀行や、みずほ信託銀行を除く各信託銀行、商工組合中央金庫、各地方銀行・第二地方銀行などで導入されている[8]。
    - AKe-Sx - AKe-Sの後継機種。AK-1やAKe-Sの初期導入分などの、老朽機更改をターゲットに2022年より順次販売開始。
    - CZ6000NX - コンビニエンスストア向けの小型・大容量ハイパフォーマンスモデル。イーネット（ファミリーマートなどに設置）や千葉銀行（店舗外ATM）などで導入されている。

  - 自動通帳繰越機（APIM） - ATMと同型サイズのディスプレイを装備し、最大10種・540冊まで収納可能。現行モデルの愛称である"APIM"はAutomatic Passbook Issuing Machineの頭文字から取ったもの。
- 現金両替機（BTR-1α/1α SLIM） - 紙幣・硬貨・包装硬貨の補充中でも取引が可能なノンストップ補充機能を業界で初めて採用した両替機。BTR-1α SLIMはボディ幅をATMと同じ570mmとしたスリムボディモデル。型名である"BTR"とは、Bill Transform Recycleの頭文字から取ったもので、オムロン時代から使用されている。（日立製作所は従前より両替機の開発は行っていない）
- 売上金入金機
- 専用端末
  - 宝くじ当せん番号自動照合機